# Годовиков, Николай Львович
Никола́й Льво́вич Годовико́в (6 мая 1950, Ленинград, СССР — 23 ноября 2017, Санкт-Петербург, Россия) — непрофессиональный советский и российский актёр. За свою кинокарьеру сыграл более 20 ролей, самой яркой из которых стала роль молодого красноармейца Петрухи в фильме «Белое солнце пустыни», вышедшем в 1970 году.

## Биография
Николай Годовиков родился 6 мая 1950 года в Ленинграде. Отец — Лев Иванович Годовиков, бывший военный моряк, работал электриком, имел 4 класса образования; мать — Маргарита Дмитриевна Годовикова, работала на заводе токарем-револьверщиком, а позднее на других должностях. В силу своей занятости они с первых лет сдали сына в круглосуточный детский сад. В три года Коля уже умел читать, писал первые слова, учил и декламировал стихи. Подростком занимался борьбой, лёгкой атлетикой. В районном Доме пионеров пел в хоре, занимался в студии художественного слова. К окончанию 8-го класса Годовиков задумывался о театральной стезе, но после школы, по настоянию матери, пошёл учиться в физико-механический техникум (ныне Физико-механический инженерный колледж им. С. А. Зверева). К этому времени Николай стоял на учёте в милиции как трудновоспитуемый. В это же время состоялся его кинодебют.
Однажды одногруппник предложил съездить на «Ленфильм», где объявили о наборе мальчиков 14-15 лет для съёмок в кинофильме.
Вот как описывал отбор сам Годовиков:
«Приехали мы туда, а народищу — человек пятьсот, — И за нами столько же вмиг выстроилось. И все вроде уже опыт имеют. А у меня что — студия художественного слова. Запускали по 10 человек. Мой приятель „соскочил“ — решил не идти. А я дождался»
В результате Николай получил несколько небольших эпизодических ролей в картине режиссёра Геннадия Полоки под названием «Республика ШКИД» (1966 год).
Из воспоминаний актёра о своём участии в этой картине:
«В „Республике ШКИД“ я переиграл много эпизодов. А в одной сцене при монтаже появлялся одновременно в двух лицах — шкидовца и беспризорника. Мне даже нос задирали скотчем, чтобы изменить внешность. Однажды Саша Кавалеров, знаменитый Мамочка, возмутился: „Что такое! Я играю главную роль, а Годовиков постоянно в кадре“».
За кинодебют юноша получил свою первую зарплату — 60 рублей. Техникум он бросил, устроился на завод слесарем, и, посещая вечернюю школу, продолжил участвовать в киносъёмках.
В 1967 году снялся в эпизодической роли в картине «Женя, Женечка и „катюша“» режиссёра Владимира Мотыля. Там Годовиков исполнил роль безымянного красноармейца (не был упомянут в титрах, поскольку кадры с актёром почти полностью были вырезаны при окончательном монтаже). Снимаясь в одном из дублей этого фильма, Годовиков едва не погиб во время инсценировки пулемётной очереди: сорвавшийся с шеста запал «прострелил» актёру ногу, которую потом пришлось серьёзно лечить.
В 1968 году Николай Годовиков сыграл принёсшую ему широкую известность роль Петрухи в фильме Владимира Мотыля «Белое солнце пустыни». В картину актёр попал случайно: утверждённый ранее на роль Петрухи Юрий Чернов от съёмок отказался, и Мотыль обратился к непрофессиональному актёру Годовикову (Николай в это время продолжал работать слесарем на заводе).
В период съёмок фильма «Белое солнце пустыни» Годовиков был освобождён от службы в армии, однако во время монтажа картины поругался с администратором, и тот снял с него бронь, подписанную лично министром культуры Екатериной Фурцевой (по версии самого Николая Годовикова, он обиделся на жестокую шутку киногруппы, когда его без денег бросили в Кисловодске и он, кое-как добравшись до Ленинграда, высказал «киношному начальству всё что о них думал» и сам пошёл в военкомат с требованием его призвать. Военком отказал, показав ему бумагу с бронью, подписанную Фурцевой. Тогда Годовиков разорвал эту бумагу — и был призван). Это не позволило актёру присутствовать на премьере фильма, поскольку на тот момент он уже полгода как служил в рядах Советской армии в Сибири. Годовиков посмотрел фильм только несколько месяцев спустя, когда его привезли в клуб воинской части, где артист служил.
В 1970—1972 годах служил в Советской Армии, в городе Серов Свердловской области, где руководил духовым оркестром. После окончания службы вернулся в Ленинград, женился. В 1974 году жена Галина родила ему дочь Марию; в 1975 году Николай и Галина разошлись, после чего он проживал один в коммунальной квартире, работал каменщиком, грузчиком, слесарем, сушильщиком кож, варщиком фруктов на кондитерской фабрике.
В 1977 году в драке с соседом по коммунальной квартире получил в области груди тяжёлую рану, последствия ранения осложняли ему трудоустройство, что в итоге привело к первому тюремному сроку.
В 1979 году он бросил работу и вскоре был осуждён за тунеядство (по статье 209-1 УК РСФСР) на один год. Не последнюю роль в этом сыграло неприязненное отношение к Годовикову участкового. .
По окончании срока в марте 1980 был направлен в Приозерск на целлюлозно-бумажный комбинат.
В июле 1980 года был осуждён за кражу на 4 года лишения свободы.
После освобождения в 1984 году жил в Вырице, где работал электросварщиком, затем маляром. Женился во второй раз — его супругой стала Римма. В 1989 году у Николая с Риммой родился сын Артём, а через полтора года семья распалась.
В 1987 году поступил на режиссёрский факультет Ленинградского Культпросветучилища, который так и не окончил. Параллельно он возобновил работу на «Ленфильме» в качестве актёра.
В 1988 году сыграл небольшую роль в фильме «Без мундира» и роль военного телефониста в кинофильме Отара Дугладзе «Взрыв по заявке».
1 мая 1991 года был осуждён за кражу на 2,5 года лишения свободы. Отбывал срок во Владимире в колонии строгого режима для рецидивистов «Тройка» (ОД 1/3).
В начале 1990-х участвовал в строительстве станций метро, три года (по субботам) играл в театре «На Софийской, 21», где режиссёром был его бывший коллега по съёмочной площадке «Peспублики ШКИД» Владимир Колесников. Позднее, когда в театре сменился руководитель, Годовикову пришлось уйти.
В 1999 году вернулся в кино — сыграл небольшую роль в сериале «Улицы разбитых фонарей-2».
В 2000-е годы эпизодически появлялся в небольших ролях в телесериалах («Агент национальной безопасности-2», «Спецназ», «Литейный 6-й сезон», «Золотая Медуза», «Бандитский Петербург-5», «Прииск», «Шеф» и других).
В 2006 году снялся в четырёхсерийном документальном фильме режиссёра Кирилла Котельникова «Петруха, какой он есть», в котором рассказал о своей судьбе.

### Последние годы
В 2009 году, в возрасте 59 лет, он обучился вождению автомобиля и купил свою первую машину — ВАЗ 2106. С 2011 года Годовиков не снимался в кино. 11 декабря 2014 года от диабета умерла жена Годовикова Людмила.
После смерти супруги жил один в Санкт-Петербурге на улице Пионерстроя. Со своими родными детьми он не общался, но был в хороших отношениях с падчерицей Валерией (дочерью Людмилы) и её мужем. Увлекался рисованием, писал натюрморты, которые дарил друзьям.
Скончался в возрасте 67 лет 23 ноября 2017 года в своей квартире в Санкт-Петербурге в кругу семьи. Причина смерти — рак почек.
Урна с прахом захоронена на Южном кладбище Санкт-Петербурга, согласно воле покойного, рядом с могилой супруги Людмилы (13-й хвойный участок).

## Семья
- Мать — Маргарита Дмитриевна Годовикова
- Отец — Лев Иванович Годовиков
- Сестра — Татьяна, в замужестве Петрова (род. 10.07.1958 – ?)
- Жёны:
  - первая, с 1972 по 1975 — Галина (род. 1946)
  - вторая, незарегистрированным браком с 1984 по 1988, официально с 1988 по 1991 — Римма
  - третья, с 1994 по 2014 — Людмила Павловна Нагорная (09.06.1958-11.12.2014)
- Дети:
  - дочь от первой жены — Мария (род. 1974)
  - сын от второй жены — Артём (род. 1989)
  - падчерица от третьей жены, Валерия (Годовиков считал её родной дочерью)[10]

## Фильмография
| Год       |   | Название                                                       | Роль                                                                                            |
| --------- | - | -------------------------------------------------------------- | ----------------------------------------------------------------------------------------------- |
| 1966      | ф | Республика ШКИД                                                | беспризорник (и другие эпизоды)                                                                 |
| 1967      | ф | Фокусник                                                       | Имя персонажа не указано                                                                        |
| 1967      | ф | Женя, Женечка и «катюша»                                       | красноармеец в воде, обстрелянный с самолёта (не указан в титрах)                               |
| 1969      | ф | Белое солнце пустыни                                           | красноармеец Петруха                                                                            |
| 1972      | ф | В чёрных песках                                                | красноармеец Копылов                                                                            |
| 1974      | ф | В то далёкое лето…                                             | начальник разведки                                                                              |
| 1974      | ф | Последний день зимы                                            | Имя персонажа не указано                                                                        |
| 1975      | ф | Охотник за браконьерами                                        | рыбак Коля                                                                                      |
| 1988      | ф | Взрыв по заявке                                                | военный телефонист                                                                              |
| 1988      | ф | Без мундира                                                    | получатель груза                                                                                |
| 1997—2003 | с | Улицы разбитых фонарей                                         | бомж (и другие эпизоды)                                                                         |
| 2000      | с | Агент национальной безопасности-2 (серия 23 «Снежный человек») | деревенский завмаг                                                                              |
| 2001      | с | Тайны следствия-1                                              | член суда присяжных                                                                             |
| 2001      | с | Бандитский Петербург. Фильм 3. Крах Антибиотика                | водитель синей «Нивы», сообщающий по рации о передвижении кортежа Говорова (не указан в титрах) |
| 2002      | ф | Русский спецназ                                                | диспетчер                                                                                       |
| 2002      | с | Спецназ                                                        | прапорщик Агапцев                                                                               |
| 2003      | с | Бандитский Петербург. Фильм 5. Опер                            | Вадим Вадимович Филатов, следователь прокуратуры Санкт-Петербурга                               |
| 2003      | ф | Удачи тебе, сыщик                                              | декан                                                                                           |
| 2004      | с | Золотая Медуза                                                 | следователь                                                                                     |
| 2004      | с | Женщины в игре без правил                                      | доктор                                                                                          |
| 2006      | с | Прииск                                                         | владелец прииска Коршиков                                                                       |
| 2006      | с | Викинг                                                         | комендант гарнизона Юшин                                                                        |
| 2006      | с | Столыпин… Невыученные уроки                                    | Имя персонажа не указано                                                                        |
| 2008      | с | Улицы разбитых фонарей. Менты-9 (серия «Невиновный»)           | Сергей Иванович Черняков                                                                        |
| 2011      | с | Литейный, 4 (6-й сезон)                                        | Клинцов                                                                                         |
| 2011      | с | Шеф                                                            | управляющий казино Николай Вадимович Кустов                                                     |

### Документалистика
- «Петруха, какой он есть» (4 серии) Свердловская киностудия, «Страна BrandMedia», 2006 год, режиссёр Кирилл Котельников.